# Caraphia ebenina
Caraphia ebenina är en skalbaggsart som beskrevs av Holzschuh 1989. Caraphia ebenina ingår i släktet Caraphia och familjen långhorningar. Inga underarter finns listade.